# HD 221287
HD 221287 (HIP 116084 / SAO 247912) és un estel a la constel·lació austral del Tucà de magnitud aparent +7,81. El 2007 es va anunciar el descobriment d'un planeta extrasolar orbitant entorn d'aquest estel.
HD 221287 és una nana groga més calenta i lluminosa que el Sol de tipus espectral F7V. Amb una temperatura efectiva de 6.305 K, la seva lluminositat és un 80% superior a la del Sol i el seu radi és un 10% major que el radi solar. Les seves característiques són similars a les de Zavijava (β Virginis) i és gairebé idèntica a Khi Draconis A, però està molt més allunyada que ambdues, ja que s'hi troba a 173 anys llum de distància.
La metal·licitat d'HD 221287 és semblant a la del Sol. Amb una massa d'1,25 masses solars, la seva edat s'estima en uns 1300 milions d'anys.

## Sistema planetari
El planeta, designat HD 221287 b, té una massa mínima 3,09 vegades major que la del planeta Júpiter. La seva distància mitjana a l'estel és d'1,25 ua i el seu període orbital és de 456 dies. L'excentricitat de l'òrbita és aproximadament del 8 %.
| Company (En ordre des de l'estrella) | Massa (MJ)    | Període Orbital (dies) | Eix semimajor (AU) | Excentricitat |
| ------------------------------------ | ------------- | ---------------------- | ------------------ | ------------- |
| b                                    | > 3,09 ± 0,79 | 456,1 ± 7,7            | 1,25 ± 0,04        | 0,08 ± 0,17   |